# سيرجيو فاسكيز
سيرجيو فاسكيز (بالإسبانية: Sergio Vázquez)‏ (14 أكتوبر 1972 في الأوروغواي - ) هو لاعب كرة قدم أوروغواني في مركز الهجوم. شارك مع منتخب الأوروغواي تحت 20 سنة لكرة القدم. أما مع النوادي، فقد لعب مع تايجرز أونال ومونتيفيديو واندررز ونادي بويبلا ونادي نيكاكسا وناسيونال مونتيفيديو وديبورتيس أنتوفاغاستا وDeportes Temuco ‏ ورينجرز دي تالكا.

## وصلات خارجية
- سيرجيو فاسكيز على موقع الاتحاد الدولي (مؤرشف)  (الإنجليزية)
- سيرجيو فاسكيز على موقع قاعدة بيانات كرة القدم.إي يو (الإنجليزية)